# 青衣島

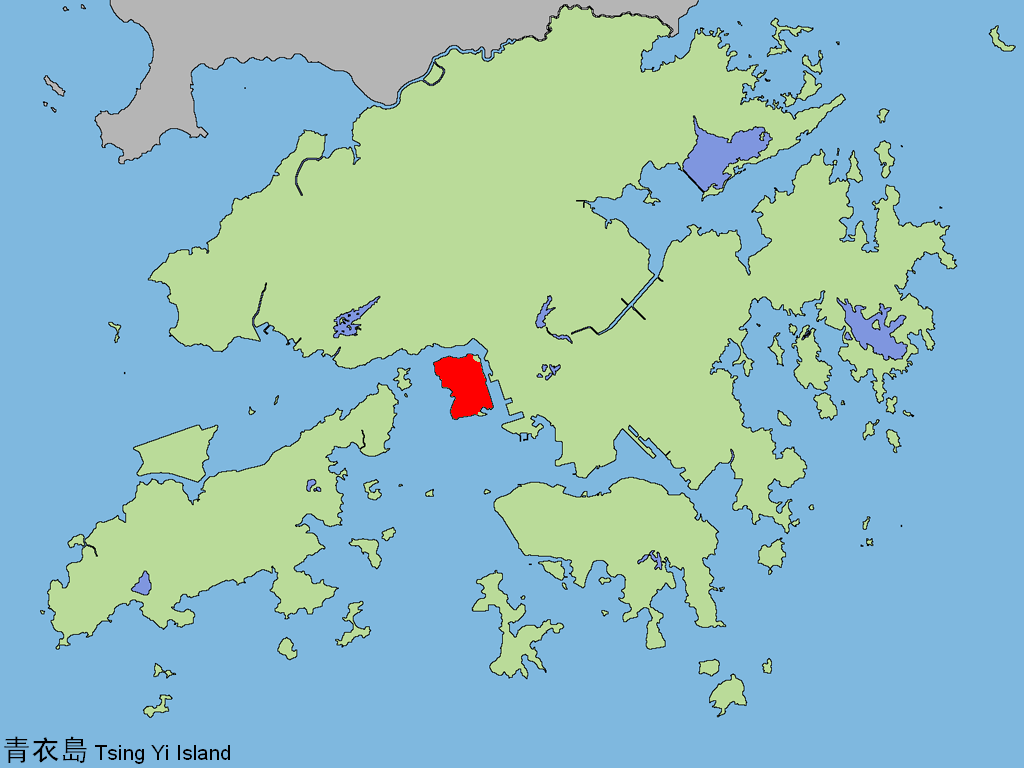
青衣島の位置

青衣島（せいいとう、チンイとう、英語：Tsing Yi Island）は香港新界葵青区にある島で、香港で五番目に広い島である。香港島の北西、葵涌と馬湾の間に位置する。

## 地理
島の南東部に葵涌と青衣島の間の藍巴勒海峡の岸沿いに葵青コンテナターミナルがある。青馬大橋は島の北西部から北ランタオ公路を通り、香港国際空港に通じている。
青衣島はもともと中小工場やコンテナ埠頭が多く存在する地域で、バスまたはフェリーでしか行けなかった。1998年、青衣駅には香港鉄路機場快線と東涌線が接続するようになり、それぞれ香港国際空港、東涌と香港島へ通じている。駅には青衣城というショッピングモールがある。75パーセント以上の島民は公営住宅に住んでいる。

## 参考リンク
座標: 北緯22度20分44秒 東経114度6分0秒 / 北緯22.34556度 東経114.10000度